# NGC 2201
NGC 2201 é uma galáxia espiral barrada (SBb) localizada na direcção da constelação de Puppis. Possui uma declinação de -43° 42' 18" e uma ascensão recta de 6 horas, 13 minutos e 31,4 segundos.
A galáxia NGC 2201 foi descoberta em 1 de Janeiro de 1835 por John Herschel.